# NGP日本自動車リサイクル事業協同組合
NGP日本自動車リサイクル事業協同組合（NGPにほんじどうしゃリサイクルじぎょうきょうどうくみあい）は、東京都港区港南に本部を置く事業協同組合。
全国の134社163拠点の自動車リサイクル事業者で構成され、自動車リサイクル業界で国内では唯一、経済産業大臣の認可を受けている全国規模の事業協同組合である。
使用済自動車（廃車）を引き取り、使用済自動車の再資源化等に関する法律（自動車リサイクル法）に則り適正処理を行う中で、まだ使える部品は「リユース部品」として再利用して社会に提供し、他の部分は機械と手作業によって資源を徹底的に分別してリサイクルするなど、廃棄物の削減と再資源化による資源循環に取り組んでいる。

## 沿革
- 1985年4月 -「西日本グッドパーツグループ」として九州で創立
- 1987年4月 -「日本グッドパーツ（NGP）グループ」に名称変更
- 2003年9月 - NGPグループ本部を東京都港区に移転
- 2004年10月 -「NGP日本自動車リサイクル事業協同組合」設立（経済産業省所管）
- 2005年11月 - 廃車買取サイト「くるマック（現・廃車王）」全国展開
- 2009年
  - 3月 - リターナブル梱包材運用開始
  - 10月 - リターナブル梱包材が「第11回グリーン購入大賞」において「優秀賞」受賞
- 2013年
  - 5月 - 「自動車リサイクル部品産学共同研究会」発足
  - 12月 - 廃車買取サイト「くるマック」を「廃車王」にリニューアル
- 2015年
  - 7月 - 「NGPパーツ王」としてAmazonで自動車リユース部品販売開始
  - 9月 - 関東・東北豪雨被災車両復興支援
- 2019年
  - 7月 - SDGs宣言、取組み推進活動開始
  - 9月 - 九州北部豪雨による被災車両復興支援
  - 10月 - 台風15号・19号豪雨による被災車両復興支援
- 2020年
  - 3月 - 外務省「JAPAN SDGs Action Platform」取組み事例にSDGs活動掲載
  - 7月 - 九州豪雨災害による被災車両復興支援
- 2021年
  - 2月 - 第17回LCA日本フォーラム表彰にて「経済産業省産業技術環境局長賞」を受賞。第24回中小企業組織活動懸賞レポートにて「本賞」を受賞。「NGPアップサイクルプロジェクト」開始
  - 5月 -「NGPバーチャル工場見学」開始
  - 8月 - 令和3年8月の大雨による被災車両復興支援
  - 11月 - 第22回グリーン購入大賞にて「大賞・経済産業大臣賞」を受賞。令和3年度気候変動アクション環境大臣賞にて「気候変動アクション環境大臣賞」を受賞
- 2022年
  - 10月 - 令和4年台風15号による被災車両復興支援
  - 11月 - 2022年度持続可能な社会づくり活動表彰にて「資源循環活動賞」を受賞
  - 12月 - 第5回エコプロアワードにて「経済産業大臣賞」を受賞
- 2023年
  - 1月 - 第2回クルマ・社会・パートナーシップ大賞にて「グッドパートナー事業」に選定
  - 2月 - 脱炭素チャレンジカップ2023にて「奨励賞」を受賞
  - 3月 - NGPパーツ王が「ヤフオク!ベストアワード2022」にて「急上昇ストア賞」を受賞
  - 6月 - 令和5年台風2号による被災車両復興支援
- 2024年3月 - NIKKEI脱炭素アワード2023にて「奨励賞」を受賞[3]。NGPパーツ王が「ヤフオク!ベストアワード2023」にて「自動車パーツ部門賞」を受賞[4]

## 事業内容
- 組合員各社への作業品質とサービス品質の向上のための研修の実施
- 健全な自動車リサイクル事業運営のサポート
- 使用済自動車の適法・適正な解体作業の推進
- 自動車リサイクル部品（リユース部品・リビルト部品の総称）の啓蒙・販売
- 素材のリサイクル
- SDGsへの貢献